# ルイジアナ準州

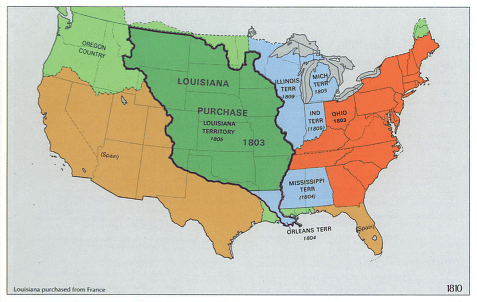
ルイジアナ買収後の1810年のアメリカ合衆国の地図

ルイジアナ準州（Louisiana Territory）は、1805年7月4日から1812年12月11日まで存在したアメリカ合衆国の歴史的な編入領地。後にルイジアナ州となったオーリンズ準州に区分されなかったルイジアナ買収地の部分から成った。ルイジアナ準州は、ルイジアナ買収地の北緯33度（現在のアーカンソー州の南の境界）以北の全域で、準州の首都はセントルイスに置かれた。準州の定義から離れて、「ルイジアナ・テリトリー」という言葉自体には、フランス領やスペイン領時代の、またはルイジアナ買収後の土地すべてを指す、「ルイジアナの領地」という意味で使用されることもある。

メリウェザー・ルイス (1807年-1809年)とウィリアム・クラーク (1813年-1820年)の両者は、どちらもルイジアナ準州の知事を務めた 。
ルイジアナ準州には、セントルイス地区、セントチャールズ地区、セントジュヌビエーブ地区、ケープジラード地区、ニューマドリード地区の5つの地区があった。1806年、 準州立法府はインディアンのオサゲ・ネーションより割譲された土地にアーカンソー地区を創設した。
1812年10月1日、クラーク知事は5つの行政地区を郡に編入し、後にミズーリ準州の最初の5郡となった。1818年、もともとのセントルイス郡からフランクリン郡とジェファーソン郡が創設され、セントルイス郡は現在のセントルイス郡およびセントルイスとなった。
新しく出来たルイジアナ州との混同を避けるために、ルイジアナ準州は1812年にミズーリ準州と改名された。